# Julius Kühn (pallamanista)
Julius Kühn (Duisburg, 1º aprile 1993) è un pallamanista tedesco.

## Palmarès

### Olimpiadi
- 1 medaglia:
  - 1 bronzo (Rio de Janeiro 2016)

### Europei
- 1 medaglia:
  - 1 oro (Polonia 2016)